# Шлебен
Шлебен (нім. Schlöben) — громада в Німеччині, розташована в землі Тюрингія. Входить до складу району Заале-Гольцланд. Громада підпорядковується адміністрації міста Бад-Клостерлаусніц.
Площа — 15,89 км2. Населення становить 938 ос. (станом на 31 грудня 2021).